# New Beginning (Stephen Gately)
New Beginning è l'unico album da solista del cantante e attore irlandese Stephen Gately, pubblicato nel 2000.
Dal disco, dalle sonorità pop, sono stati estratti i singoli New Beginning, I Believe (tema del film Billy Elliot) e Stay.
Bright Eyes, cover dell'omonimo brano di Art Garfunkel, è stata inserita nella colonna sonora della serie animata TV La collina dei conigli, tratta dal romanzo del 1972 dallo stesso titolo di Richard Adams, in cui Stephen Gately ha prestato anche la voce ad uno dei personaggi.
Il singolo New Beginning, uscito il 29 maggio 2000, è riuscito ad arrivare alla 3ª posizione nella classifica britannica.

## Tracce
1. New Beginning
2. I Believe
3. If Only You Were Here
4. Stay
5. Wanna Be Where You Are
6. Where Do You Go
7. Judgement Day
8. You Lied
9. Far from Love
10. Just Can't Say Goodbye
11. Do Without Me
12. Coming Back
13. Bright Eyes